# James Henley Thornwell
James Henley Thornwell (9 dicembre 1812 – 1º agosto 1862) è stato un predicatore e scrittore statunitense della Carolina del Sud.
Fu proprietario di schiavi e scrittore religioso nel XIX secolo. Durante la Guerra di secessione americana, Thornwell sostenne la Confederazione e predicava una dottrina che sosteneva che la schiavitù fosse moralmente giusta e motivata dai principi della Cristianità. Ma al contrario di molti sostenitori dello schiavismo, egli predicava che la popolazione afro-americana fosse costituita da persone create ad immagine di Dio, proprio come i bianchi, ed essi dovevano chiamare gli schiavi loro fratelli. Egli divenne insigne nella Old School Presbyterian, importante nel sud, predicando e scrivendo su riviste teologiche e sociali. Insegnò all'Università della Carolina del Sud, divenendone infine il Presidente, e continuò a insegnare al Columbia Theological Seminary. Fu un contemporaneo di Charles Hodge e rappresentò il ramo meridionale della Chiesa Presbiteriana nei dibattiti sulla ecclesiologia con Hodge.

## Carriera
Quando scoppiò la Guerra di secessione americana, Thornwell sostenne la Confederazione. Egli fondò la Southern Presbyterian Review, editò la Southern Quarterly Review ed ebbe un ruolo di primo piano nella fondazione della Chiesa Presbiteriana nella Confederazione. Thornwell predicò il primo sermone e scrisse il primo indirizzo per la nuova denominazione.
Come sostenitore della Confederazione, Thornwell aveva il punto di vista che la schiavitù fosse moralmente giusta e giustificata nella religione cristiana. Egli accusava quelli che vedevano la schiavitù come errata moralmente, in particolare i Repubblicani, come oppositori del Cristianesimo:
(James Henley Thornwell)
Thornwell morì il 1º agosto 1862, dopo una lunga battaglia contro la tubercolosi; la sua salma fu inumata nel Cimitero di Elmwood, Columbia, nella contea di Richland, Carolina del Sud.

## Eredità
Un fabbricato dell'amministrazione dell'Università della Carolina del Sud è denominato in suo onore. Nel luglio 2021, la Commissione Presidenziale dell'Università per la Storia raccomandò la rimozione del suo nome dall'edificio.
Thornwell, nelle parole del professore Eugene Genovese, tentò "di immaginare una società cristiana che potesse riconciliare – per quanto possibile in un mondo infestato dal male – le conflittuali pretese claims di un ordine sociale con la giustizia sociale ed entrambe con la libertà e dignità dell'individuo."
()
Thornwell credeva in una visione collettivista della società nella quale tutti gli individui fossero collegati l'uno con l'altro e con Dio. Egli citava costantemente la Bibbia per argomentare contro gli abolizionisti, che la schiavitù era permessa dall'autorità biblica. Essendo lui stesso un orfano, Thornwell considerava che gli schiavi dovessero essere trattati con cure amorevoli e guida paternalistica e invocava uno schiavismo limitato che fosse umano e in linea con i precetti di Dio. Questo poiché Thornwell pensava che il lavoro libero lasciasse i poveri in uno stato di miseria e minacciasse rivolte e sommosse. Quindi egli pensava che una versione della schiavitù riformata e più cristiana fosse una preferibile alternativa. Il disprezzo di Thornwell per il potere assoluto dei padroni di schiavi e il conseguente tentativo di conciliare cristianesimo, paternalismo e schiavismo produceva una visione della società che alcuni storici hanno descritto come fascista.